# Joué-l'Abbé
 Joué-l'Abbé  es una población y comuna francesa, situada en la región de Países del Loira, departamento de Sarthe, en el distrito de Le Mans y cantón de Ballon.

## Demografía
| 402 | 362 | 372 | 711 | 822 | 1007 |
| Para los censos de 1962 a 1999 la población legal corresponde a la población sin duplicidades (Fuente: INSEE [Consultar]) |     |     |     |     |      |